# Nephew
Nephew – duński zespół rockowy utworzony w 1996 w Aarhus. Jako swoją główną inspirację Nephew wskazuje na Depeche Mode. W swoich utworach grupa używa mieszanki języków angielskiego i duńskiego.

## Dyskografia

### Albumy studyjne
- Swimming Time (2000)
- USADSB (2004)
- Interkom Kom Ind (2006)
- Danmark/Denmark (2009)
- Hjertestarter (2012)
- Ring—i—Ring (2018)